# Lätt tungvikt i boxning vid olympiska sommarspelen 1984
Resultat från boxning vid olympiska sommarspelen 1984 och herrarnas lätta tungvikt. De 24 boxarna vägde över 81 kg. Tävlingarna arrangerades i Los Angeles.

## Medaljörer
| Klass         | Guld                          | Silver                    | Brons                      |
| Lätt tungvikt | Anton Josipović · Jugoslavien | Kevin Barry · Nya Zeeland | Evander Holyfield · USA    |
| Lätt tungvikt | Anton Josipović · Jugoslavien | Kevin Barry · Nya Zeeland | Mustapha Moussa · Algeriet |

## Resultat

### Första rundan
| Vinnare                 | Resultat      | Förlorare             |
| Första rundan           | Första rundan | Första rundan         |
| ----------------------- | ------------- | --------------------- |
| Michael Nassoro (TAN)   | RSCH-1        | Juha Hanninen (FIN)   |
| Syivaus Okello (KEN)    | RSC-3         | Ahmed El-Naggar (EGY) |
| Evander Holyfield (USA) | RSC-3         | Taju Akay (GHA)       |
| Ismail Khalil (IRQ)     | KO-2          | Anthony Longdon (GRN) |
| Jean-Paul Nanga (CMR)   | 5-0           | Philip Pinder (BAH)   |
| Christer Corpi (SWE)    | KO-1          | Arcadio Fuentes (PUR) |
| Kevin Barry (NZL)       | 5-0           | Don Smith (TRI)       |
| Jonathan Kiriisa (UGA)  | 5-0           | Djiguble Traoré (MLI) |

### Andra rundan
| Vinnare                 | Resultat     | Förlorare              |
| Andra rundan            | Andra rundan | Andra rundan           |
| ----------------------- | ------------ | ---------------------- |
| Mustapha Moussa (ALG)   | 5-0          | Drake Thadzi (MAW)     |
| Anthony Wilson (GBR)    | RSC-1        | Roberto Oviedo (ARG)   |
| Georgica Donici (ROU)   | 5-0          | Sani Vea (TGA)         |
| Anton Josipović (YUG)   | 4-1          | Markus Bott (FRG)      |
| Syivaus Okello (KEN)    | 5-0          | Michael Nassoro (TAN)  |
| Evander Holyfield (USA) | RSC-2        | Ismail Khalil (IRQ)    |
| Jean-Paul Nanga (CMR)   | 4-1          | Christer Corpi (SWE)   |
| Kevin Barry (NZL)       | 3-2          | Jonathan Kiriisa (UGA) |

### Kvartsfinaler
| Vinnare                 | Resultat      | Förlorare             |
| Kvartsfinaler           | Kvartsfinaler | Kvartsfinaler         |
| ----------------------- | ------------- | --------------------- |
| Mustapha Moussa (ALG)   | 5-0           | Anthony Wilson (GBR)  |
| Anton Josipović (YUG)   | 5-0           | Georgica Donici (ROU) |
| Evander Holyfield (USA) | KO-1          | Syivaus Okello (KEN)  |
| Kevin Barry (NZL)       | 4-1           | Jean-Paul Nanga (CMR) |

### Semifinaler
| Vinnare               | Resultat    | Förlorare               |
| Semifinaler           | Semifinaler | Semifinaler             |
| --------------------- | ----------- | ----------------------- |
| Anton Josipović (YUG) | 5-0         | Mustapha Moussa (ALG)   |
| Kevin Barry (NZL)     | DSQ-2       | Evander Holyfield (USA) |

### Final
| Vinnare               | Resultat | Förlorare         |
| Final                 | Final    | Final             |
| --------------------- | -------- | ----------------- |
| Anton Josipović (YUG) | WO       | Kevin Barry (NZL) |